# 533 (szám)
Az 533 (római számmal: DXXXIII) egy természetes szám, félprím, a 13 és a 41 szorzata.

## A szám a matematikában
A tízes számrendszerbeli 533-as a kettes számrendszerben 1000010101, a nyolcas számrendszerben 1025, a tizenhatos számrendszerben 215 alakban írható fel.
Az 533 páratlan szám, összetett szám, azon belül félprím, kanonikus alakban a 131 · 411 szorzattal, normálalakban az 5,33 · 102 szorzattal írható fel. Négy osztója van a természetes számok halmazán, ezek növekvő sorrendben: 1, 13, 41 és 533.
Az 533 négyzete 284 089, köbe 151 419 437, négyzetgyöke 23,08679, köbgyöke 8,10791, reciproka 0,0018762. Az 533 egység sugarú kör kerülete 3348,93777 egység, területe 892 491,91537 területegység; az 533 egység sugarú gömb térfogata 634 264 254,5 térfogategység.